# Пейн, Бенджамин Роберт
Бенджамин Роберт Пейн (англ. Benjamin Robert Payn; 24 декабря 1913, Свирь, Свенцянский уезд,Виленская губерния — 21 апреля 2004, Нью-Йорк) — американский экономист, промышленник, сионистский деятель.

## Биография
Родился в семье Натана Паина и Софьи Свирской. После революции в 1918 году его семья эмигрировала в Берлин, где жила до прихода к власти нацистов. Студент медицинского факультета Берлинского технического университета с апреля 1929 года по декабрь 1933. Принимал участие в сионистском движении, был верным последователем Зеева Жаботинского.
В 1934 переехал в Париж. Находясь во Франции сотрудничал с Алией Бет, помогая европейским еврейским беженцам в получении виз для их переселения в Эрец-Исраэль. Во время Второй мировой войны служил во французской армии.
С 1944 жил в Нью-Йорке. Президент «Camin Industries Corporations» в Нью-Йорке (1946—1972). Работал в тесном сотрудничестве с Эдмоном де Ротшильдом в финансировании и строительстве нефтепровода от Эйлата до Ашкелона, который положил начало израильской нефтегазовой промышленности.
Получил степень доктора политических наук в Сорбонне в 1938 году, в 1961 году был награждён французским правительством Орденом Почётного легиона за заслуги перед Францией и франко-американскими отношениями.

## Семья
Он был женат на Амалии Теллез и был отцом двух дочерей — Надин Пейн и Дины Пейн. На апрель 2004 года у него было двое внуков — Даниэль Картер и Ана Мария Драгин.

## Автор книг
- «Jerusalem Contre Rome» (1938)
- «French Legislation in Exile» (1943)